# مراجل
مراجل هي قرية في مقاطعة شاهين دج، إيران. يقدر عدد سكانها بـ 111 نسمة بحسب إحصاء 2016.